# Fyrhornig koffertfisk
Fyrhornig koffertfisk (Acanthostracion quardicornis eller Lactophrys polygonia) är en art i familjen koffertfiskar. De förekommer vanligen vid Florida och Bahamas, men de återfinns ända upp till Massachusetts i norr och till Brasilien i söder. Som fullvuxna blir den knappt 50 cm. De återfinns på ett djup mellan 2 och 25 meter och de lever av ryggradslösa djur.